# Дельта² Малого Пса
Дельта² Малого Пса (δ² CMi / δ² Canis Minoris) — жёлто-белый карлик, с видимым блеском +5.59 в созвездии Малый Пёс. Расстояние до Земли составляет 136 световых лет. Невооружённым глазом звезда видна только в очень ясную ночь и очень зорким людям. По свойствам звезда очень напоминает Процион, только находится в 10 раз дальше и немного ярче него.